# Intrigues femenines
Intrigues femenines (títol original: Vivacious Lady) és una pel·lícula estatunidenca en blanc i negre de comèdia romàntica de 1938 dirigida per George Stevens i protagonitzada per Ginger Rogers i James Stewart. Va ser estrenada per RKO Radio Pictures. El guió va ser escrit per P. J. Wolfson i Ernest Pagano i adaptat d'un relat curt d'I. A. R. Wylie. La partitura musical era de Roy Webb i la fotografia de Robert De Grasse. Està doblada al català.
La pel·lícula és una història d'amor a primera vista entre un jove professor de botànica i un cantant. Els elements còmics de la pel·lícula inclouen els intents frustrats de la parella de recent casats per trobar un moment sol un amb l'altre. Entre els actors secundaris hi ha James Ellison, Frances Mercer, Beulah Bondi, Franklin Pangborn i Charles Coburn, així com una aparició sense acreditar de Hattie McDaniel.

## Argument
Un professor es casa amb un cantant d'un club nocturn, amb a la consternació de la seva família i els seus amics.

## Repartiment
- Ginger Rogers com Francey Morgan
- James Stewart com Prof. Peter Morgan Jr.
- James Ellison com Keith Morgan
- Beulah Bondi com Mrs. Martha Morgan
- Charles Coburn com Peter Morgan Sr.
- Frances Mercer com Helen
- Phyllis Kennedy com Jenny
- Franklin Pangborn com gerent de l'apartament
- Grady Sutton com Culpepper
- Jack Carson com Charlie
- Alec Craig com Joseph
- Willie Best com porter del tren
- Hattie McDaniel com cambrera

## Producció
Intrigues femenines va marcar un dels primers papers protagonistes de James Stewart. Ginger Rogers va recomanar Stewart com el seu coprotagonista en aquesta pel·lícula. Tot i que cap dels dos actors va col·laborar en cap treball anterior, els dos estaven sortint en aquell moment.
Després de quatre dies de rodatge l'abril de 1937, Stewart es va emmalaltir, però després va marxar com a coprotagonista a Of Human Hearts (1938). RKO va considerar substituir Stewart, però va suspendre la producció fins al desembre de 1937. Els actors Donald Crisp i Fay Bainter, que van formar part de la producció original, van ser substituïts respectivament per Charles Coburn i Beulah Bondi (tots dos també van protagonitzar, amb Stewart, Hearts).

## Recepció
La pel·lícula va obtenir un benefici de 75.000 dòlars.
A principis de la dècada de 1960, Steve McQueen va anunciar que volia aparèixer en un remake, però al final no va passar.

## Premis i nominacions
Intrigues femenines va ser nominada a dos Oscars, a la millor fotografia i a la millor gravació de so (John O. Aalberg). George Stevens va guanyar un premi especial de recomanació al Festival de Cinema de Venècia de 1938.

## Adaptacions a altres mitjans
Intrigues femenines va ser adaptada com a obra de ràdio a l'episodi del 7 d'abril de 1940 de The Screen Guild Theatre amb Ginger Rogers i Fred MacMurray, l'episodi del 6 de gener de 1941 de Lux Radio Theatre amb Alice Faye i Don Ameche el 2 d'octubre., episodi de 1945 de CBS's Theatre of Romance amb Robert Walker i Lurene Tuttle, el 3 de desembre de 1945 Screen Guild Theatre amb James Stewart i Janet Blair i l'episodi del 14 d'agost de 1946 de l ' Academy Award Theatre amb Lana Turner. També es va presentar al Philip Morris Playhouse el 13 de febrer de 1942, amb Madeleine Carroll de protagonista.